# Хлорид гексаамминванадия(III)
Хлорид гексаамминванадия(III) — неорганическое соединение, комплексный аммин металла ванадия и соляной кислоты, состава
[V(NH3)6]Cl3. При нормальных условиях представляет собой твёрдое красно-коричневое вещество, плохо растворимое в воде и органических растворителях.

## Получение
- Взаимодействие хлорида ванадия(III) с жидким аммиаком:

{\displaystyle {\mathsf {VCl_{3}+6NH_{3}\ {\xrightarrow {}}\ [V(NH_{3})_{6}]Cl_{3}}}}

## Физические свойства
Хлорид гексаамминванадия(III) образует неустойчивое твёрдое красно-коричневое вещество, плохо растворяется в тёплой воде, спиртах, эфирах.

## Химические свойства
- Окисляется во влажном воздухе:

{\displaystyle {\mathsf {6[V(NH_{3})_{6}]Cl_{3}+24H_{2}O+3O_{2}\ {\xrightarrow {}}\ 2(NH_{4})_{3}(VO_{3})_{3}+18NH_{4}Cl+12NH_{4}OH}}}
- Взаимодействует с разбавленной соляной кислотой:

{\displaystyle {\mathsf {[V(NH_{3})_{6}]Cl_{3}+6HCl+6H_{2}O\ {\xrightarrow {}}\ [V(H_{2}O)_{6}]Cl_{3}+6NH_{4}Cl}}}